# Daniel Cohn-Bendit

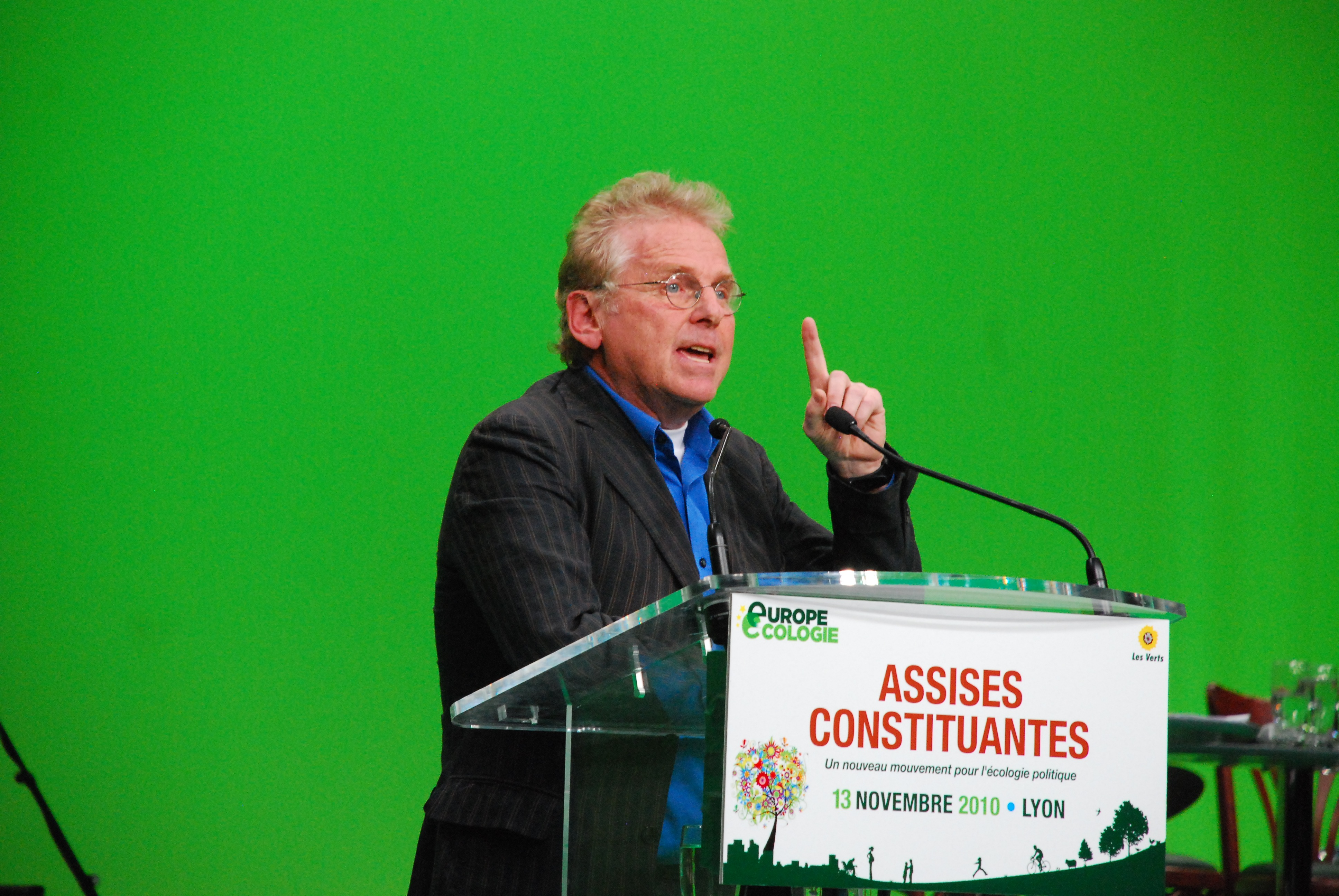
Daniel Cohn-Bendit v Lyonu

Daniel Cohn-Bendit (* 4. dubna 1945, Montauban, Francie) je francouzsko-německý politik německo-židovského původu, který byl jedním z vůdců studentské revolty v květnu 1968. Je členem Evropského parlamentu a spolupředseda politického klubu European Greens–European Free Alliance.

## Mládí
Narodil se ve francouzském Montaubanu židovským rodičům, kteří v roce 1933 uprchli z Německa před nacistickým režimem. Dětství strávil v Montaubanu a v roce 1958 se přestěhoval do Německa, kde jeho otec od konce války pracoval jako právník. Při narození byl bez státního občanství a když mu bylo 14 let, zvolil si německé občanství, aby se tak vyhnul povinné vojenské službě. V roce 1965 absolvoval v Německu střední školu.

## Radikální aktivismus a politická kariéra
Od roku 1966 studoval sociologii na univerzitě v Nanterre. V květnu 1968 byl jedním z vůdců studentských protestů, získal přezdívku „Rudý Danny“ a za narušování pořádku byl z Francie vyhoštěn, což v roce 1978 zrušil Mezinárodní soudní dvůr.
V roce 1984 vstoupil v Německu do strany Zelení (Die Grünen) a v letech 1989 až 1997 byl místostarostou Frankfurtu nad Mohanem. V roce 1994 byl zvolen do Evropského parlamentu za německé Zelené, v roce 1999 za francouzské Zelené a v roce 2004 opět za německé. V eurovolbách 2009 byl lídrem francouzské koalice Europe Écologie, která získala 16,28 procent odevzdaných hlasů a získala 14 míst v EP.

### Pedofilní aktivismus
V 70. a 80. letech učinil Cohn-Bendit množství provokativních prohlášení o sexu s dětmi. Například v polovině sedmdesátých let ve své biografii Le Grand Bazar (Velký bazar) popsal své zkušenosti s dětskou sexualitou z doby, kdy pracoval jako učitel v „alternativní“ mateřské školce: „Můj trvalý flirt se všemi dětmi získal brzy erotické rysy. Mohl jsem skutečně cítit, jak se mě již pětileté holčičky naučily balit.“ V roce 1982 v interview prohlásil: „Když se malé, pětileté děvče začne svlékat, je to fantastické. Je to hra, neuvěřitelně erotická hra.“
Za tento postoj je od počátku 21. století kritizován. V roce 2013 prezident Spolkového ústavního soudu Andreas Voßkuhle odřekl účast na předání Ceny Theodora Heusse, když se dozvěděl, že jejím laureátem bude Cohn-Bendit, protože nechtěl být spojován s jeho pedofilním aktivismem. To způsobilo vyvolání zájmu o pedofilní minulost německé strany Zelených, protože podobné názory byly ve straně až do 80. let obecně rozšířeny.

## Fotogalerie

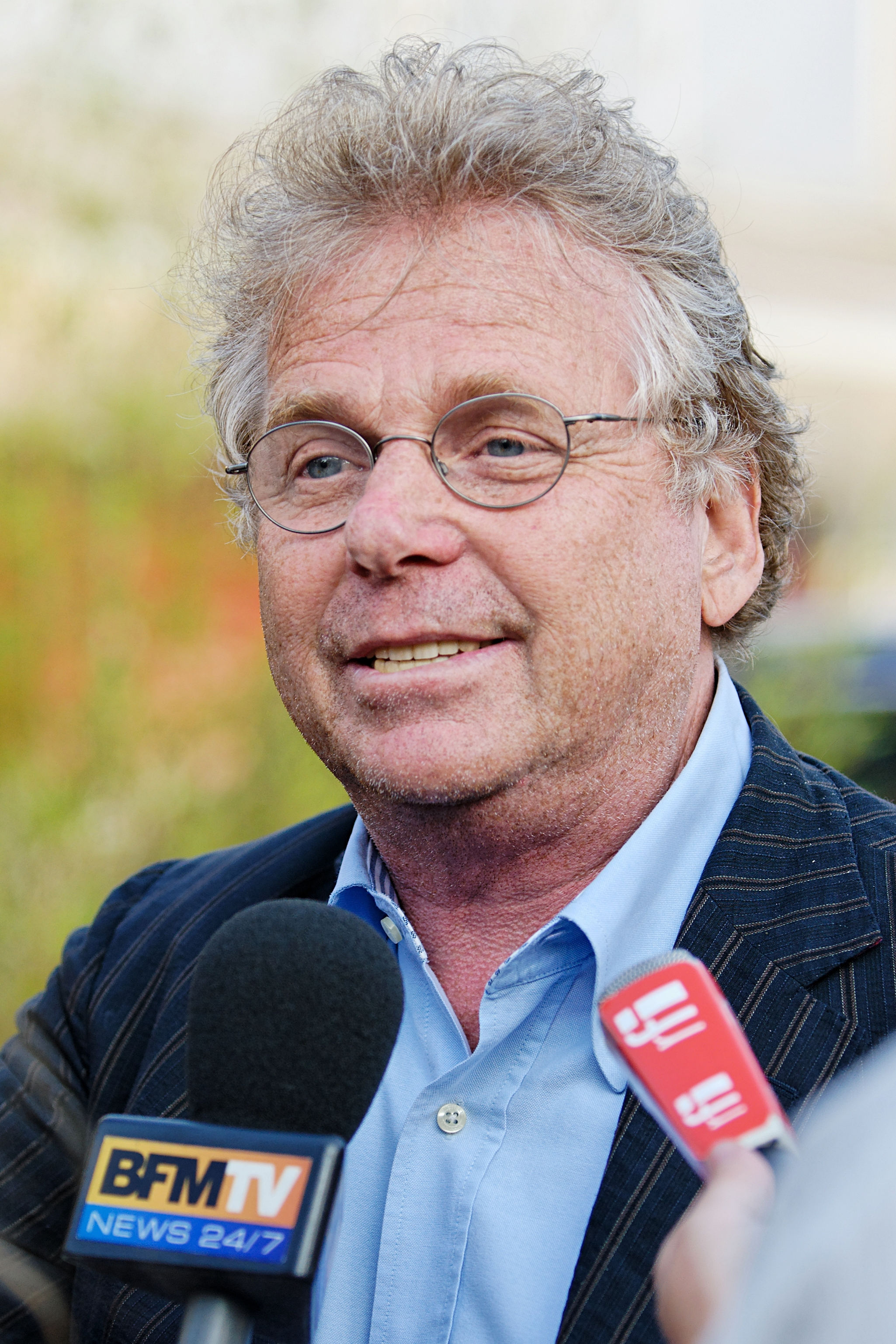
Daniel Cohn-Bendit (2009)
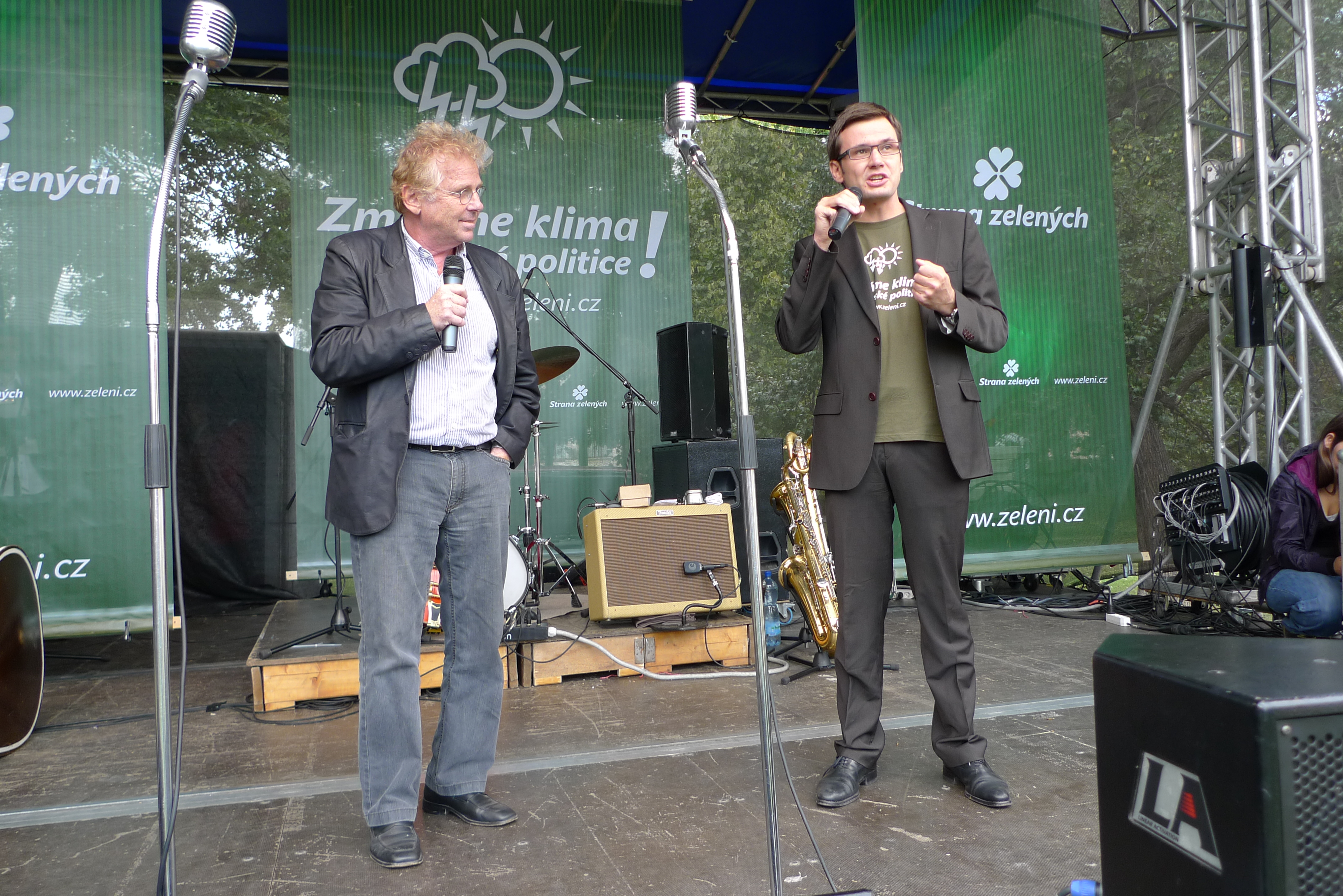
Daniel Cohn-Bendit a Ondřej Liška na Kampě (2009)
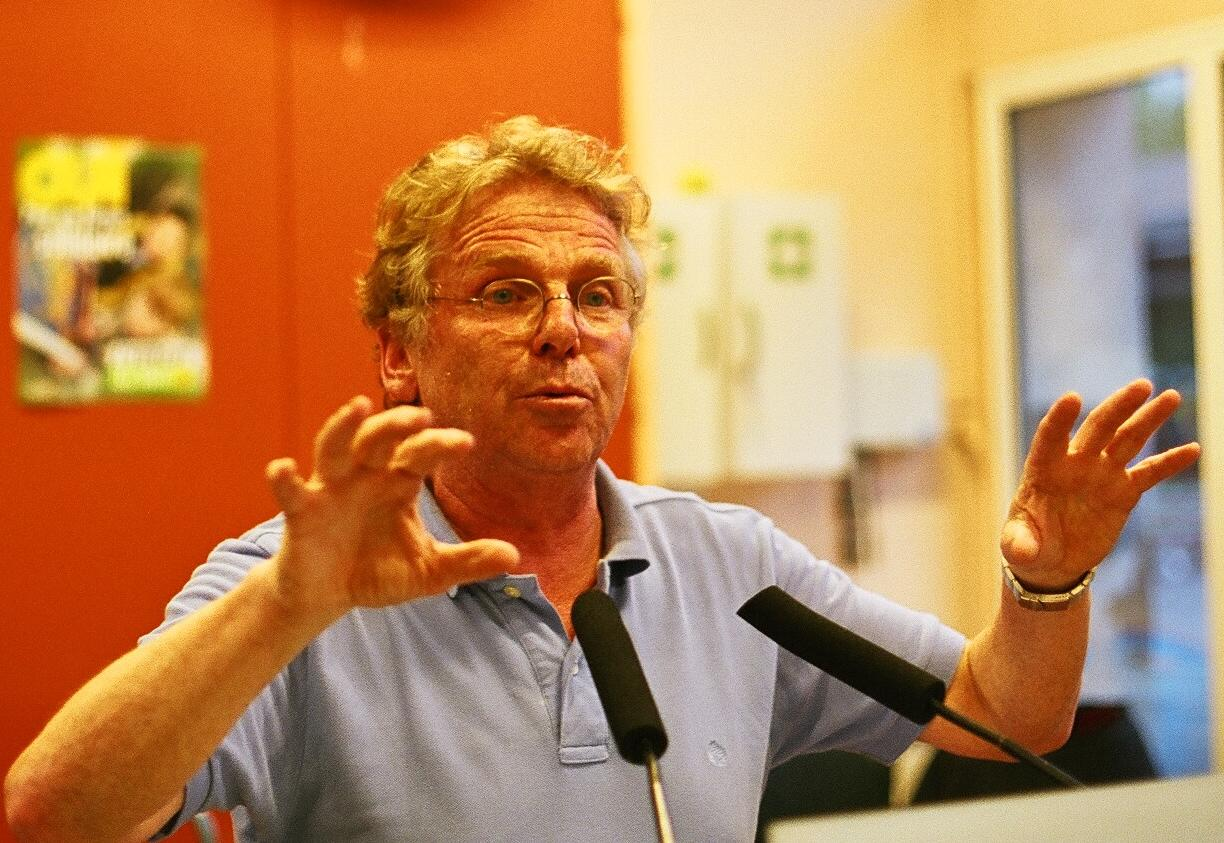
Daniel Cohn-Bendit (2005)
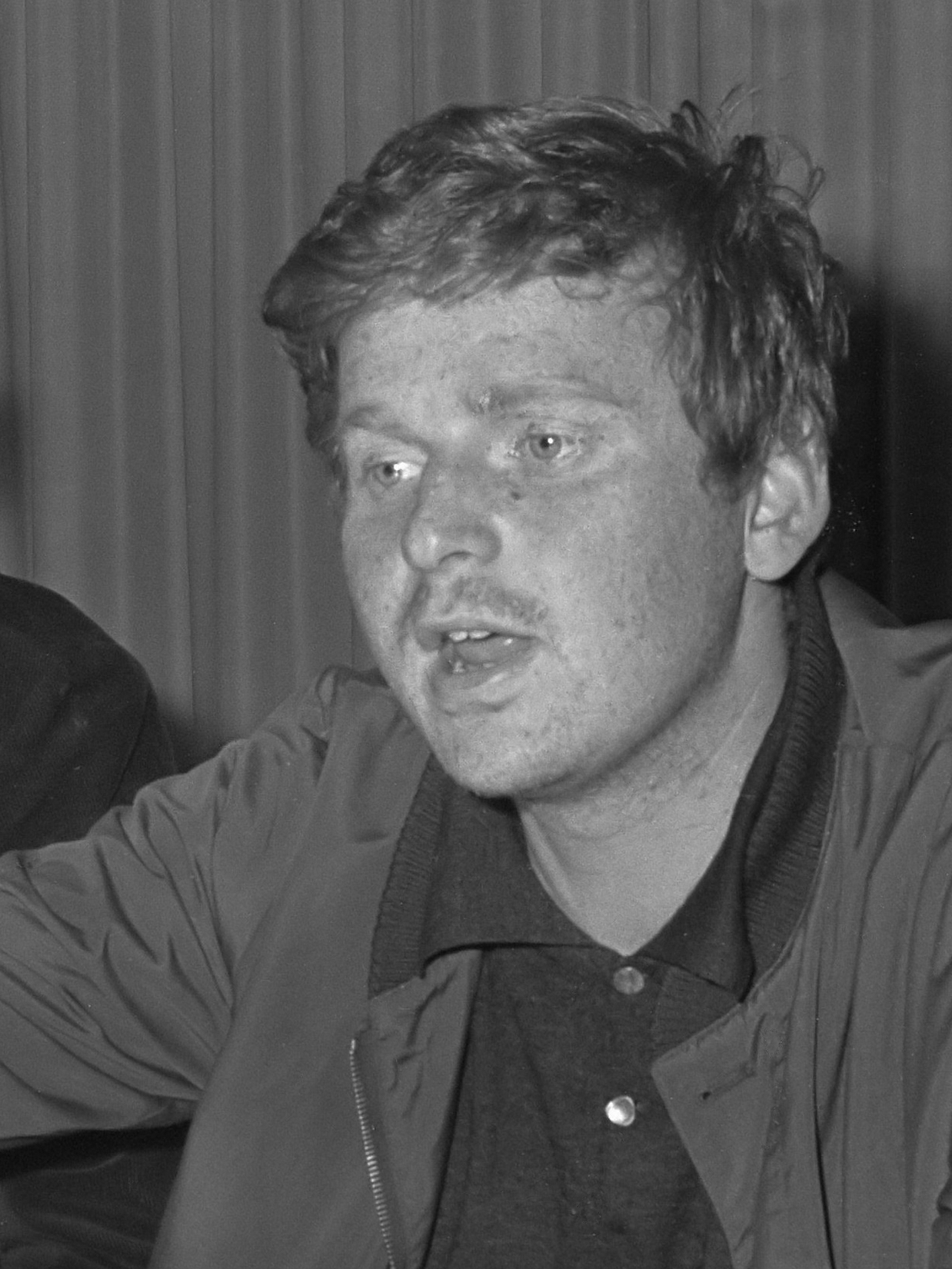
Daniel Cohn-Bendit (1968)